# Spirostreptus clavatus
Spirostreptus clavatus är en mångfotingart som beskrevs av Voges 1878. Spirostreptus clavatus ingår i släktet Spirostreptus och familjen Spirostreptidae. Inga underarter finns listade i Catalogue of Life.